# شقاقل جویباری (گیاه)
شقاقل جویباری (نام علمی:  Sium sisarum) گیاهی است پایا از خانواده چتریان، سرده شقاقل جویباری
گیاه پلم (یا آختی) بومی چین است ولی خیلی پیش به اروپا هم آورده شد.
پلم تا یک متر رشد می‌کند و نسبت به سرما و بیماری‌ها بسیار مقاوم است. پلم دارای خوشه‌ای شیرین و به رنگ سفید روشن است. پلم را می‌توان جوشاند، سرخ کرد یا آب‌پز کرد. مغز چوبی آن خوردنی نیست و بایستی پیش از پختن کنده شود زیرا پس از آن کندنش دشوار است.
در خطه‌ی شمال ایران زیاد می‌روید و در زمستان سبز می‌ماند. یکی از کاربردهای آن در زمان قدیم، ریختن آن در شالی زار در فصل استراحت زمین بود که زمین خیس را می‌پخت و موجب بالا رفتن کیفیت برنج می‌شد.